# Broc Little
Pour les articles homonymes, voir Little.
Broc Little (né le 24 mars 1988 à Phoenix dans l'État d'Arizona aux États-Unis) est un joueur professionnel américain de hockey sur glace. Il évolue au poste d'ailier gauche.

## Biographie
Il passe quatre saisons avec les Bulldogs de l'Université Yale avant de commencer sa carrière professionnelle en Suède en 2011. Il joue sa première saison en deuxième division suédoise avec le VIK Västerås HK puis la deuxième avec l'AIK IF en division élite, l'Elitserien. 
En 2013, il retourne en Amérique du Nord en jouant pour les Falcons de Springfield dans la LAH. Libéré après 20 matchs, il joue un autre match dans la ligue avec le Wild de l'Iowa avant de s'entendre avec le Jokerit Helsinki au championnat de Finlande. L'année suivante, il retourne en Suède en s'alignant pour le Linköpings HC. Il passe la 2017-2018 en Suisse avec le HC Davos avant de retourner avec Linköping.
Il prend part avec l'équipe des États-Unis aux Jeux olympiques d'hiver de 2018 se tenant à Pyeongchang en Corée du Sud.

## Statistiques

### En club
| Saison    | Équipe                 | Ligue           |                   | Saison régulière  | Saison régulière  | Saison régulière  | Saison régulière  | Saison régulière  |                   | Séries éliminatoires | Séries éliminatoires | Séries éliminatoires | Séries éliminatoires | Séries éliminatoires |
| Saison    | Équipe                 | Ligue           | PJ                | B                 | A                 | Pts               | Pun               | PJ                | B                 | A                    | Pts                  | Pun                  |                      |                      |
| 2007-2008 | Université Yale        | ECAC            | 27                | 11                | 12                | 23                | 10                | -                 | -                 | -                    | -                    | -                    |                      |                      |
| 2008-2009 | Université Yale        | ECAC            | 34                | 15                | 20                | 35                | 22                | -                 | -                 | -                    | -                    | -                    |                      |                      |
| 2009-2010 | Université Yale        | ECAC            | 34                | 27                | 14                | 41                | 36                | -                 | -                 | -                    | -                    | -                    |                      |                      |
| 2010-2011 | Université Yale        | ECAC            | 36                | 19                | 24                | 43                | 26                | -                 | -                 | -                    | -                    | -                    |                      |                      |
| 2011-2012 | VIK Västerås HK        | Allsvenskan     | 51                | 35                | 31                | 66                | 28                | 6                 | 1                 | 1                    | 2                    | 6                    |                      |                      |
| 2012-2013 | AIK IF                 | Elitserien      | 55                | 16                | 30                | 46                | 24                | -                 | -                 | -                    | -                    | -                    |                      |                      |
| 2013-2014 | Falcons de Springfield | LAH             | 20                | 3                 | 5                 | 8                 | 8                 | -                 | -                 | -                    | -                    | -                    |                      |                      |
| 2013-2014 | Wild de l'Iowa         | LAH             | 1                 | 0                 | 0                 | 0                 | 0                 | -                 | -                 | -                    | -                    | -                    |                      |                      |
| 2013-2014 | Jokerit Helsinki       | Liiga           | 15                | 2                 | 3                 | 5                 | 4                 | 1                 | 0                 | 0                    | 0                    | 0                    |                      |                      |
| 2014-2015 | Linköpings HC          | SHL             | 55                | 28                | 19                | 47                | 38                | 11                | 5                 | 9                    | 14                   | 8                    |                      |                      |
| 2015-2016 | Linköpings HC          | SHL             | 43                | 21                | 14                | 35                | 24                | 6                 | 2                 | 2                    | 4                    | 0                    |                      |                      |
| 2016-2017 | Linköpings HC          | SHL             | 52                | 19                | 34                | 53                | 16                | 6                 | 1                 | 0                    | 1                    | 4                    |                      |                      |
| 2017-2018 | HC Davos               | National League | 48                | 21                | 15                | 36                | 4                 | 5                 | 1                 | 2                    | 3                    | 0                    |                      |                      |
| 2018-2019 | Linköpings HC          | SHL             | 33                | 17                | 12                | 29                | 22                | -                 | -                 | -                    | -                    | -                    |                      |                      |
| 2019-2020 | Linköpings HC          | SHL             | 48                | 24                | 21                | 45                | 14                | -                 | -                 | -                    | -                    | -                    |                      |                      |
| 2020-2021 | Linköpings HC          | SHL             | 31                | 11                | 16                | 27                | 12                | -                 | -                 | -                    | -                    | -                    |                      |                      |
| 2021-2022 | Linköpings HC          | SHL             | 51                | 15                | 14                | 29                | 40                | -                 | -                 | -                    | -                    | -                    |                      |                      |
| 2022-2023 | Linköpings HC          | SHL             | 27                | 13                | 6                 | 19                | 10                | -                 | -                 | -                    | -                    | -                    |                      |                      |
| 2023-2024 | Linköping HC           | SHL             | Saison en cours ? | Saison en cours ? | Saison en cours ? | Saison en cours ? | Saison en cours ? | Saison en cours ? | Saison en cours ? | Saison en cours ?    | Saison en cours ?    | Saison en cours ?    |                      |                      |

### En équipe nationale
| Année | Équipe     | Compétition     |   | PJ | B | A | Pts | Pun      |  | Résultat |
| 2018  | États-Unis | Jeux olympiques | 5 | 0  | 1 | 1 | 0   | 7e place |  |          |

## Trophées et honneurs personnels
- 2008-2009 : nommé dans la troisième équipe d'étoiles de l'ECAC.
- 2009-2010 :
  - nommé dans la première équipe d'étoiles de l'ECAC.
  - nommé dans la deuxième équipe d'étoiles de la région Est de la NCAA.